# Хаджинова Олена Вікторівна
Хаджинова Олена Вікторівна (нар. 20 квітня 1975 року, м. Першотравенськ Дніпропетровської області) – доктор економічних наук, професор, ректор Державного вищого навчального закладу «Приазовський державний технічний університет».

## Життєпис
Освіта та наукова діяльність
- У 1997 році закінчила Донецький державний університет, спеціальність «Бухгалтерський облік, контроль і аналіз господарської діяльності», кваліфікація спеціаліста «Економіст»
- У 2006 році захистила дисертацію на здобуття ступеня кандидата економічних наук зі спеціальності «Економіка, організація і управління підприємствами»
- У 2010 році присвоєно вчене звання доцента
- У 2016 році захистила дисертацію на здобуття ступеня доктор економічних наук зі спеціальності «Економіка та управління підприємствами (за видами економічної діяльності)»
- У 2019 році присвоєно вчене звання професора

Сфера наукових інтересів - дослідження економічних процесів, організація фінансового менеджменту та антикризового управління. Авторка понад 180 наукових праць. Має наукові розробки, впроваджені у виробництво на  провідних підприємствах України. Голова редакційної колегії збірника наукових праць «Вісник Приазовського державного технічного університету. Серія: Економічні науки».

## Діяльність
Уся професійна діяльність Олени Хаджинової пов’язана з Державним вищим навчальним закладом «Приазовський державний технічний університет»:
- 1997-1999 – асистент кафедри фінансів і банківської справи
- 1999-2007 – старший викладач кафедри фінансів і банківської справи
- 2007-2016 – доцент кафедри фінансів і банківської справи
- 2011-2016 – заступник декана економічного факультету з навчально-виховної роботи
- 2016-2021 – декан економічного факультету
- 2021-2022 – директор Навчально-наукового інституту економіки та менеджменту
- Серпень 2022 і дотепер – проректор з науково-педагогічної роботи
- Грудень 2022 року - травень 2025 року – в.о. ректора Державного вищого навчального закладу «Приазовський державний технічний університет».
- Травень 2025 року і дотепер – ректор[2] Державного вищого навчального закладу «Приазовський державний технічний університет».

## Особисте життя
Одружена, має двох дітей. 

## Нагороди
- почесна грамота Маріупольської міської ради (2020)
- подяка Президії Національної академії наук України (2022)
- подяка міського голови м. Маріуполя (2022, 2024)
- подяка Департаменту освіти і науки Донецької облдержадміністрації (2024)
- переможниця в номінації «Лідерка року» конкурсу «Жінка Донеччини» (2024)[3]
- орден «Науковець року»[4] (V Міжнародна програма «Наукова еліта Україна», 2024)